# Lignières-Ambleville
Lignières-Ambleville es una comuna nueva francesa situada en el departamento de Charente, de la región de Nueva Aquitania.

## Historia
Fue creada el 1 de enero de 2022, en aplicación de una resolución del prefecto de Charente de 23 de septiembre de 2021 con la unión de las comunas de Lignières-Sonneville y Ambleville, pasando a estar el ayuntamiento en la antigua comuna de Lignières-Sonneville.

## Demografía
Según los datos aportados en la resolución del prefecto de Charente, la comuna se crea con 763 habitantes.

## Composición
| Comuna delegada      | Código INSEE | Población (2018) | Superficie (km²) | Densidad (hab./km²) |
| -------------------- | ------------ | ---------------- | ---------------- | ------------------- |
| Ambleville           | 16010        | 173              | 5.09             | 34                  |
| Lignières-Sonneville | 16186        | 568              | 16.36            | 35                  |